# Йосиф Флавий
Тит Йосиф Флавий е еврейско-римски историк. Автор е на историческите книги „Юдейската война“ и „Юдейски древности“, полемичният текст „Против Апион“ и автобиографията „Живот“.

## Биография
Йосиф Флавий е роден като Йосиф бен Матитяху в Йерусалим в заможно семейство на свещеник в Храма. Майка му е от знатния род на Хасмонеите. На 19-годишна възраст се присъединява към фарисеите и става влиятелен човек в Юдея. Около 64 година е изпратен в Рим, да се измоли от Нерон освобождаването на няколко знатни евреи. Тогава е арестуван от Нерон, но по-късно е освободен по молба на Попея Сабина, съпруга на императора.
Йосиф е записал еврейската история, със специален акцент върху първия век от н.е. Най-важните му творби са „Еврейската война“ (около 75 г.) и „Юдейски древности“ (около 94 г.). „Еврейската война“ разказва за еврейското въстание срещу римската окупация. Евреите от древността разказват историята на света от еврейска перспектива за привидно гръцка и римска публика. Тези произведения осигуряват ценна информация за юдаизма от първи век и за историята на ранното християнство, защото в неговите трудове той говори за Яков, братът на Исус, Йоан Кръстител и самия Исус. (Виж основната статия „Йосиф за Исус“).
През 66 година Йосиф Флавий се включва в Голямото въстание срещу римляните в Юдея и му е поверена отбраната на Галилея, но след падането на областта преминава на страната на римляните. Той се сближава с командващия римските войски в района Веспасиан и приема фамилното му име Флавий, като според легендата му предсказва, че ще стане император, изхождайки от библейското пророчество, че от Юдея ще излезе владетелят на света.
След идването на власт на Веспасиан, Йосиф отива в Рим и получава от императора пенсия. Той остава там до края на живота си, като пише няколко книги на еврейска тематика, предназначени за местната публика. Тъй като не владее добре гръцки, пише на арамейски и използва преводач за гръцките преводи на книгите си.
Йосиф Флавий е отличен познавач на религията и културата на своя народ. Заради компетентните му исторически проучвания многократно е цитиран от сериозни историци като Дион Касий, Порфирий, Евсевий Кесарийски и Ориген. Според Евсевий Кесарийски („Църковна история“, III, 9,2) в Рим е издигната негова статуя.
Йосиф Флавий умира по времето на император Траян – около 100 година.